# Culver Studios

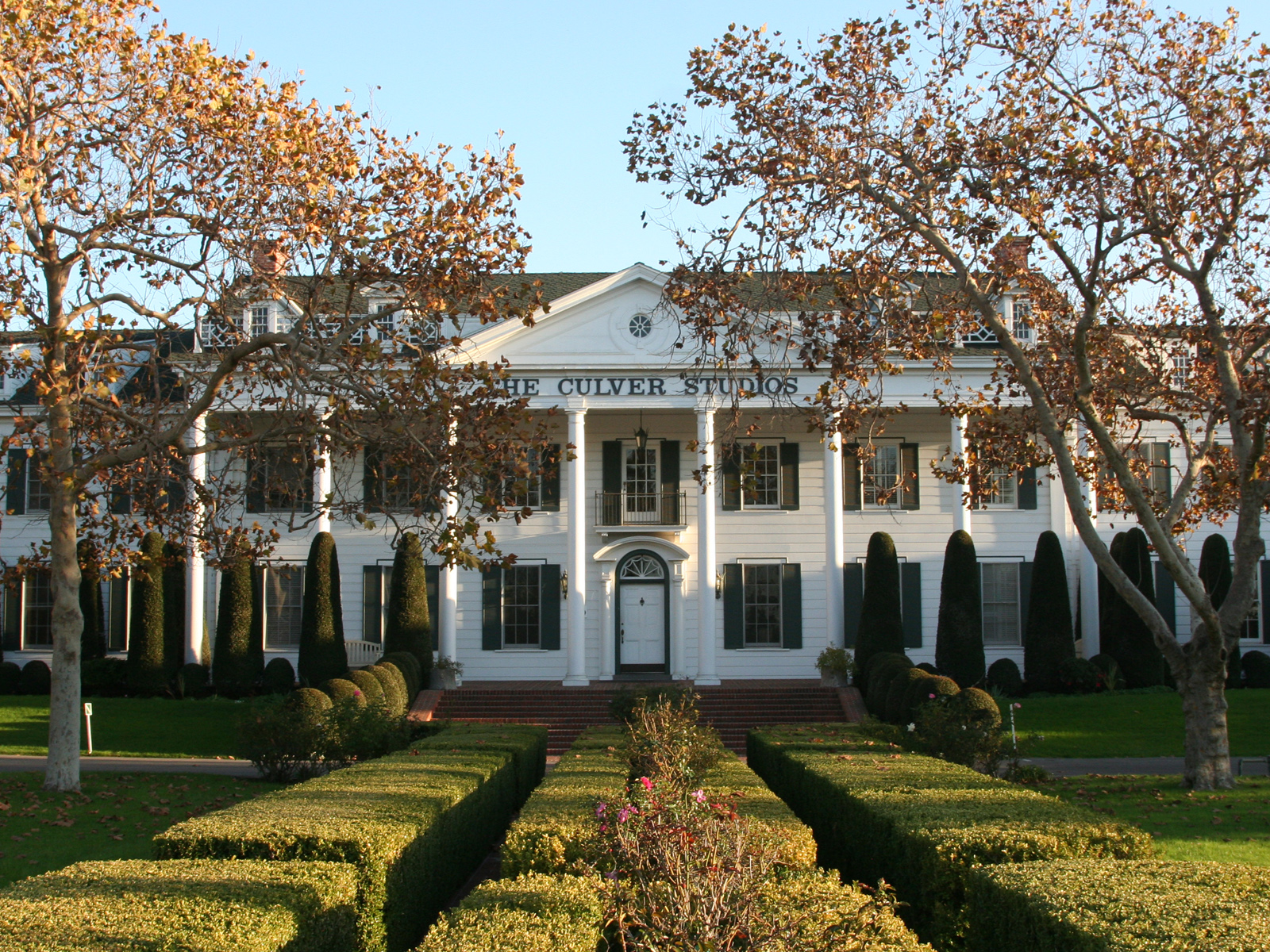
Entrata ai Culver Studios.

Culver Studios è un complesso di studi cinematografici e teatri di posa in stile coloniale americano situato al W. Washington Boulevard n°9336 di Culver City (California). È stato il principale sito di riprese per Via col vento e Quarto potere e di altre storiche produzioni di Hollywood.
Dall'anno della fondazione i Culver Studios sono stati proprietà dell'RKO, dei Desilu Productions, Howard Hughes, Cecil B. DeMille e altre personalità influenti nell'industria cinematografica.
In aggiunta, lo studio è stato la culla di storici sceneggiati e serie televisive tra i quali si citano The Andy Griffith Show, Gli eroi di Hogan, Lassie, Innamorati pazzi, Batman, Las Vegas, La tata, Scrubs e di numerosi spettacoli e programmi d'intrattenimento come Deal or No Deal, The Bonnie Hunt Show. 
Tra aprile e giugno 2009, lo studio ha ospitato Michael Jackson e il suo team per la registrazione dei cortometraggi 3D di Smooth Criminal, Thriller, Earth Song, They Don't Care About Us, The Way You Make Me Feel ed altri, facente parte del cosiddetto Dome Project, che sarebbero stati utilizzati nel suo ultimo tour previsto per luglio 2009, This Is It, annullato poi per la prematura morte del cantante il 25 giugno 2009.

## Storia

### Progetto e costruzione
La messa in cantiere dei Culver Studios affonda le sue radici sulle basi di un accordo stipulato tra Thomas Ince, D. W. Griffith e Mack Sennett.
In base al contratto, viene a scaturire che entro un periodo di cinque anni i quattordici ettari liberi su Washington Boulevard vengano utilizzati per fare spazione ad un imponente studio cinematografico dedicato ad Ince, i Thomas H. Ince Studios.
L'appalto lo conquista senza troppe difficoltà la Milwaukee Building Company, che inoltre si dedica all'intera pianificazione. Il 1º dicembre 1918 (termine della costruzione), i giornalisti di un quotidiano con sede a Los Angeles descrivono l'edificio come una "residenza estiva tipica del Sud".
Nel 1936 il produttore David O. Selznick rilevò il complesso, basandovi la sua compagnia Selznick International Pictures.

### Desilu Productions
Lo studio viene comprato dalla casa cinematografica Desilu nel 1956. Per un periodo di quindici anni vengono messe in primo piano le produzioni televisive e dato aiuto a spettacoli locali.
Tra le serie tv che vengono immatricolate dalla Desilu sono degne note The Untouchables, Gli eroi di Hogan, The Real McCoys, Lassie e soprattutto "Star Trek".

### Fallimento e rinascita
Nel 1968 la Desilu Productions decide di vendere lo studio per problemi finanziari, fallirà infatti durante il dicembre del 1970. Il primo acquirente è la piccola Perfect Film, che però non riuscendo a gestire la spesa e la produzione mette nuovamente in vendita il titolo, che viene questa volta comprato dalle OSF Industries nel 1969.
Dopo due anni di turbolenza, nel 1970, lo studio viene rinominato Culver (come la città in cui è situato) e riesce ad emergere dal periodo di crisi.
Nel 1977, la casa è nuovamente oggetto di perdite e cedute finanziarie, cosicché diventa una struttura per il noleggio di videocassette, la "Laird International Studios". Quando la Laird fallisce nel 1986, si occupano di risanare il bilancio e ristabilire ordine Grant Tinker e la Gannett Company vendendo alcune partite alla GTG Entertainment.
Al successivo blocco di finanza, Tinker e i vertici della Gannett abbandonano la società sospendendo la partnership con la GTG.
Nel 1991, ci si avvia verso un solido e costante rialzo grazie all'aiuto della Sony Pictures Entertainment, che diventa il nuovo proprietario. Dall'anno dell'acquisizione, la Sony si è occupata dell'allargamento del "Blocco est" con nuove infrastrutture.